# Cal Calaf (Vilardida)
Cal Calaf és una casa de Vilardida, al municipi de Vila-rodona (Alt Camp) inclosa a l'Inventari del Patrimoni Arquitectònic de Catalunya.

## Descripció
Edifici de gran dimensions, entre mitgeres, format per planta baixa i tres pisos, separats a la façana per impostes. L'estructura de la façana és simètrica. Hi ha una gran porta d'accés amb brancals de pedra i arc escarser, que ocupa la planta baixa i el primer pis. La resta d'obertures és allindada, amb balcons de barana de ferro forjat els dos primers pisos i de ceràmica el tercer, i en tots els casos amb resseguiment de les obertures amb rajoles decoratives a la llinda. A les cantonades hi ha imitació de carreus en ceràmica. El conjunt es corona amb una barana llisa.

## Història
A la clau de l'arc de la porta d'accés de la façana principal hi ha una inscripció amb la data del 1910 i les inicials JC. Aquesta data correspon a una reforma de la façana, ja que l'habitatge original és una construcció anterior.